# 4288 Tokyotech
4288 Tokyotech eller 1989 TQ1 är en asteroid i huvudbältet, som upptäcktes den 8 oktober 1989 av den japanske amatörastronomen Takuo Kojima i Chiyoda. Den är uppkallad efter Tokyo Kogyo-universitetet.
Asteroiden har en diameter på ungefär 12 kilometer och den tillhör asteroidgruppen Eunomia.